# Goodyera
Goodyera R.Br., 1813 è un genere di piante spermatofite monocotiledoni appartenenti alla famiglia delle Orchidacee, dall'aspetto di piccole erbacee perenni dalla tipica infiorescenza a racemo.

## Etimologia
Il nome del genere è un omaggio al botanico John Goodyer (1592-1664), un naturalista inglese considerato un precursore della botanica moderna.

## Descrizione

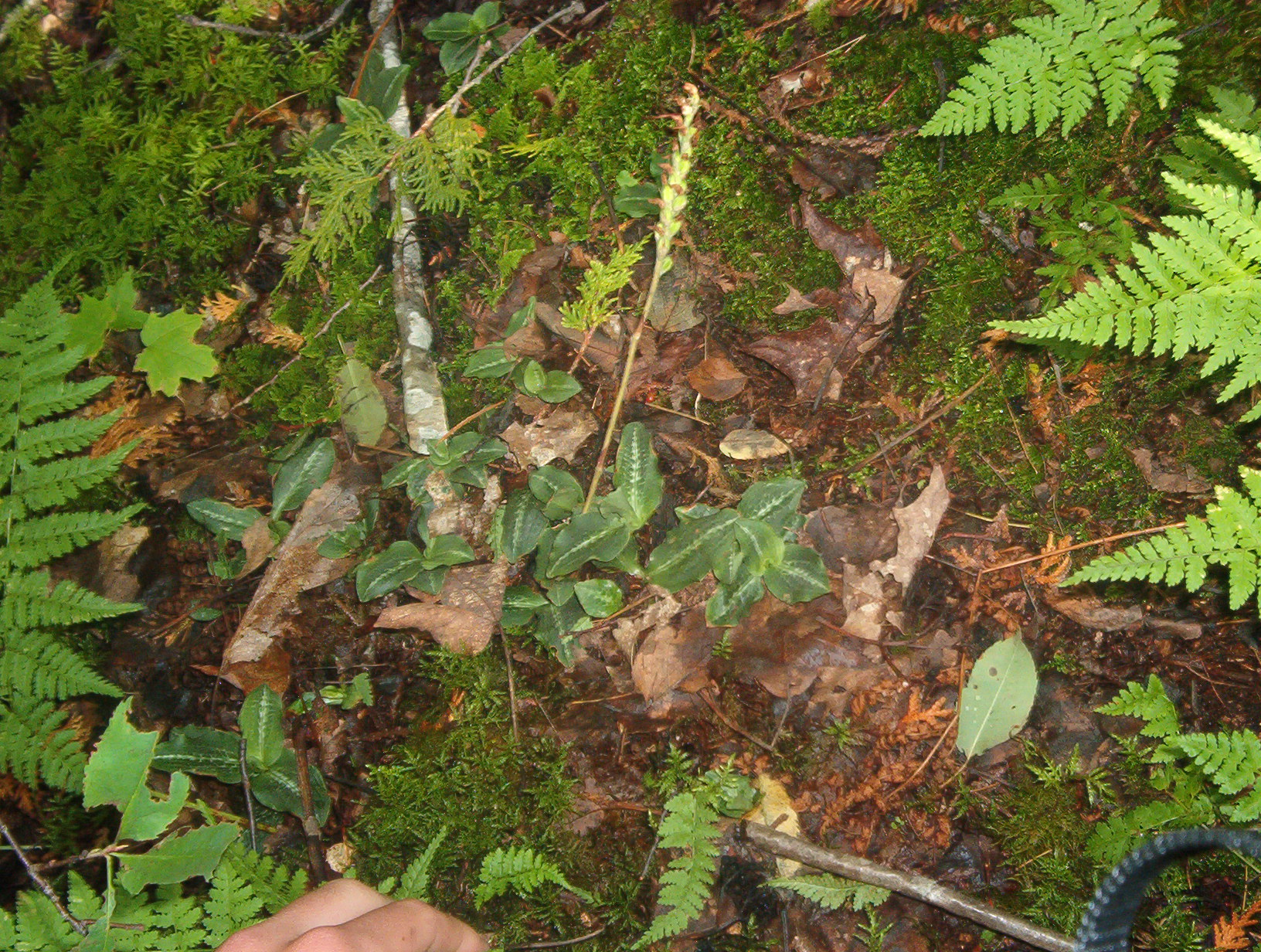
Il portamento (Goodyera oblongifolia)

I dati morfologici si riferiscono soprattutto alle specie europee e in particolare a quelle spontanee italiane.
 
Sono piante erbacea perenni la cui altezza raramente supera i 30 – 50 cm. La forma biologica di queste orchidee è geofita rizomatosa (G rizh), ossia sono piante con un particolare fusto sotterraneo, detto rizoma, che ogni anno si rigenera con nuove radici e fusti avventizi. Fondamentalmente sono piante glabre ad eccezione dei peduncoli, delle brattee, dei tepali e degli ovari che possono presentarsi cosparsi di peli pluricellulari, glandulosi e appiccicaticci. Sono orchidee terrestri in quanto contrariamente ad altri generi, non sono “epifite”, ossia non vivono a spese di altri vegetali di maggiori proporzioni (hanno cioè un proprio rizoma).

### Radici
Le radici sono secondarie da rizoma (vengono emesse dai nodi del rizoma).

### Fusto
- Parte ipogea: la parte sotterranea consiste in un rizoma stolonifero e radicante ai nodi.
- Parte epigea: i fusti aerei sono ascendenti, delicati e ramificati. Alcune specie hanno un portamento prostrato. Facilmente sono pubescenti nella parte alta del fusto.

### Foglie

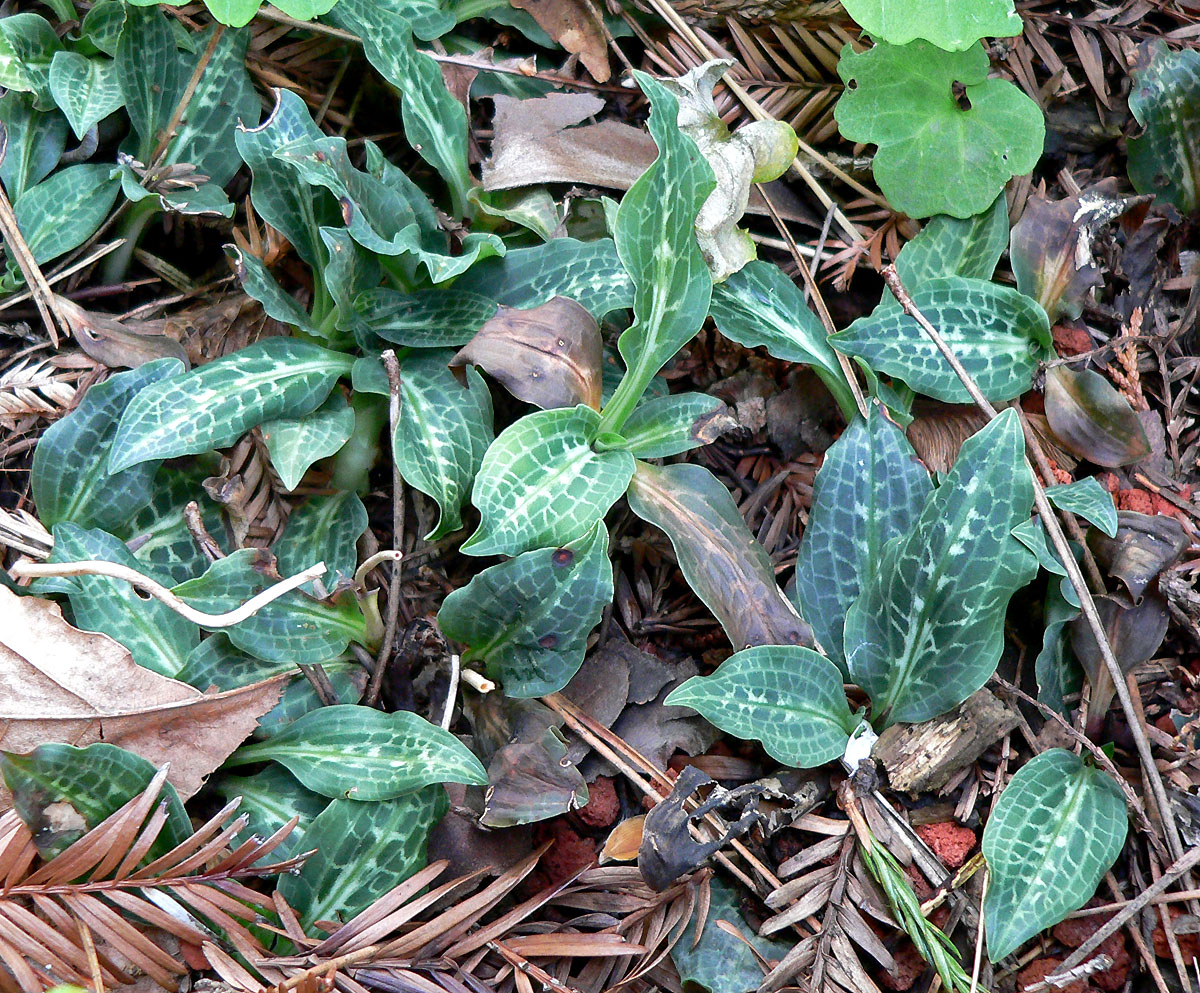
Le foglie (Goodyera oblongifolia)

- Foglie basali: sono piante dotate di una rosetta basale. Le foglie hanno una forma intera o ovato-bislunga con apice appuntito. Sono picciolate. La lamina in genere è verde ed è solcata da diverse nervature biancastre e parallele ma anche reticolate (nervatura di tipo anastomosata – per la flora spontanea delle orchidee italiane questa è l'unica eccezione), ma anche marmorizzate o policrome.
- Foglie cauline: quelle del fusto in genere sono ridotte, a forma lanceolato-lineare e sono amplessicauli (abbraccianti il fusto).

### Infiorescenza
L'infiorescenza è del tipo spiciforme o a racemo con 5 – 72 fiori. La disposizione dei fiori è più o meno spiralata e unilaterale. I fiori sono sessili. Alla base del ovario (sotto il perigonio) sono presenti delle brattee erbacee a forma lanceolata; queste sono più lunghe dell'ovario. 

### Fiore

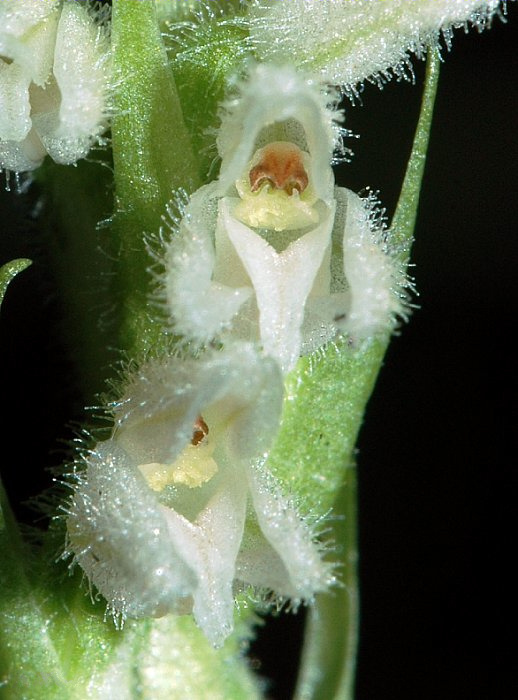
Il fiore (Goodyera repens)

I fiori sono ermafroditi ed irregolarmente zigomorfi, pentaciclici (perigonio a 2 verticilli di tepali, 2 verticilli di stami (di cui uno atrofizzato), 1 verticillo dello stilo). Il colore dei fiori è bianco, bianco-crema, oppure sono venati di verde, avorio o marrone.
- Formula fiorale: per queste piante viene indicata la seguente formula fiorale:

P 3+3, [A 1, G (3)]
- Perigonio: il perigonio è composto da 2 verticilli con 3 tepali ciascuno (3 interni e 3 esterni) a forma lanceolato-ovata, con apice acuto e più o meno liberi. Nel primo verticillo (esterno) il portamento dei 3 tepali ricorda quello di una campanula. Nel secondo verticillo (interno) il tepalo centrale (chiamato “labello”) è molto diverso rispetto agli altri due laterali che si presentano più ottusi e più simili ai tre tepali esterni.
- Labello: il labello (semplice – non formato da due parti distinte) è il tepalo centrale più interno a forma ovato-gozzuta (ossia si presenta “saccato” - a forma di sacco) e termina con una “lingua” (ovato-triangolare) ripiegata verso il basso. Al suo interno si trovano gli organi di riproduzione (il ginostemio). Il labello non è speronato come in altri generi della stessa famiglia. Il labello è nettarifero.
- Ginostemio:  lo stame con le rispettive antere (si tratta di una antera biloculare) è concresciuto con lo stilo e forma una specie di organo colonnare chiamato ginostemio[6]. In particolare nelle specie di questo genere le antere sono localizzate sul dorso del ginostemio e il polline è a consistenza granulare. Il colore del ginostemio generalmente è giallo alla base e rosso all'apice. L'ovario, infero e sessile, è formato da tre carpelli fusi insieme; inoltre è lievemente pubescente. Il rostello è a forma di spatola (in certe specie può avere due punte).
- Fioritura: fine primavera, inizio estate.

### Frutti
I frutti sono delle capsula più o meno ovoidali con alcune coste. Questo frutto è deiscente lungo tre di queste coste. Al suo interno sono contenuti numerosi minutissimi semi (sono probabilmente i semi più piccoli della famiglia delle Orchidee). Questi semi sono privi di endosperma e gli embrioni contenuti in essi sono poco differenziati in quanto formati da poche cellule. Queste piante vivono in stretta simbiosi con micorrize endotrofiche, questo significa che i semi possono svilupparsi solamente dopo essere infettati dalle spore di funghi micorrizici (infestazione di ife fungine). Questo meccanismo è necessario in quanto i semi da soli hanno poche sostanze di riserva per una germinazione in proprio..

## Biologia
La riproduzione di queste piante avviene in due modi: 
- per via sessuata grazie all'impollinazione degli insetti pronubi (Impollinazione entomofila)
- per via vegetativa in quanto i rizomi possono emettere gemme avventizie  capaci di generare nuovi individui.

## Distribuzione e habitat
La distribuzione geografica delle specie di questo genere è estesa ad entrambi gli emisferi con prevalenza di quello settentrionale.  Sono diffuse soprattutto in Asia e in America; una sola di queste (Goodyera repens) è presente in Italia.
L'habitat tipico sono le zone ombreggiate, fresche e umide dei sottoboschi.

## Tassonomia
Il genere Goodyera appartiene alla tribù Cranichideae,  sottotribù Goodyerinae.
Comprende circa un centinaio di specie:
- Goodyera afzelii Schltr., 1918
- Goodyera alveolata Pradhan, 1979
- Goodyera amoena Schltr., 1911
- Goodyera angustifolia Schltr. in K.M.Schumann & C.A.G.Lauterbach, 1905
- Goodyera arisanensis Hayata, 1916
- Goodyera augustinii Tuyama, 1938
- Goodyera beccarii Schltr., 1910
- Goodyera bifida (Blume) Blume, 1858
- Goodyera biflora (Lindl.) Hook.f., 1890
- Goodyera bomiensis K.Y.Lang, 1978
- Goodyera boninensis Nakai, 1923
- Goodyera brachystegia Hand.-Mazz., 1936
- Goodyera bracteata Thouars, 1822
- Goodyera bradeorum Schltr., 1923
- Goodyera clausa (A.A.Eaton ex Ames) Schltr., 1911
- Goodyera colorata (Blume) Blume, 1858
- Goodyera condensata Ormerod & J.J.Wood, 2001
- Goodyera corniculata (Rchb.f.) Ackerman, 2012
- Goodyera crocodiliceps Ormerod, 1996
- Goodyera daibuzanensis Yamam., 1932
- Goodyera denticulata J.J.Sm., 1934
- Goodyera dolabripetala (Ames) Schltr., 1908
- Goodyera elmeri (Ames) Ames, 1938
- Goodyera erosa (Ames & C.Schweinf.) Ames, 1934
- Goodyera erythrodoides Schltr., 1911
- Goodyera fimbrilabia Ormerod, 2006
- Goodyera flaccida Schltr., 1924
- Goodyera foliosa (Lindl.) Benth. ex Hook.f., 1890
- Goodyera fumata Thwaites, 1861
- Goodyera fusca (Lindl.) Hook.f., 1890
- Goodyera gemmata J.J.Sm., 1909
- Goodyera gibbsiae J.J.Sm., 1922
- Goodyera goudotii Ormerod & Cavestro, 2006
- Goodyera hachijoensis Yatabe, 1891
- Goodyera hemsleyana King & Pantl., 1895
- Goodyera henryi Rolfe, 1896
- Goodyera hispaniolae Dod, 1986
- Goodyera hispida Lindl., 1857
- Goodyera humicola (Schltr.) Schltr., 1924
- Goodyera inmeghema Ormerod, 1996
- Goodyera kwangtungensis C.L.Tso, 1933
- Goodyera lamprotaenia Schltr., 1911
- Goodyera lanceolata Ridl., 1870
- Goodyera luzonensis Ames, 1915
- Goodyera macrophylla Lowe, 1831
- Goodyera major Ames & Correll, 1942
- Goodyera maurevertii Blume, 1858
- Goodyera micrantha Schltr., 1923
- Goodyera modesta Schltr., 1923
- Goodyera myanmarica Ormerod & Sath.Kumar, 2006
- Goodyera nankoensis Fukuy., 1934
- Goodyera novembrilis (Rchb.f.) Ormerod, 1996
- Goodyera oblongifolia Raf., 1833
- Goodyera ovatilabia Schltr., 1923
- Goodyera pendula Maxim., 1888
- Goodyera perrieri (Schltr.) Schltr., 1924
- Goodyera polyphylla Ormerod, 2006
- Goodyera porphyrophylla Schltr., 1921
- Goodyera procera (Ker Gawl.) Hook., 1823
- Goodyera pubescens (Willd.) R.Br. in W.T.Aiton, 1813
- Goodyera purpusii Ormerod, 2006
- Goodyera pusilla Blume, 1858
- Goodyera ramosii Ames, 1914
- Goodyera recurva Lindl., 1857
- Goodyera repens (L.) R.Br. in W.T.Aiton, 1813
- Goodyera reticulata (Blume) Blume, 1858
- Goodyera rhombodoides Aver., 2007
- Goodyera robusta Hook.f., 1890
- Goodyera rosea (H.Perrier) Ormerod, 2006
- Goodyera rostellata Ames & C.Schweinf. in O.Ames, 1920
- Goodyera rostrata Ridl., 1908
- Goodyera rosulacea Y.N.Lee, 2004
- Goodyera rubicunda (Blume) Lindl., 1839
- Goodyera ruttenii J.J.Sm., 1928
- Goodyera schlechtendaliana Rchb.f., 1850
- Goodyera scripta (Rchb.f.) Schltr., 1906
- Goodyera sechellarum (S.Moore) Ormerod, 2002
- Goodyera seikomontana Yamam., 1932
- Goodyera stelidifera Ormerod, 2004
- Goodyera stenopetala Schltr., 1911
- Goodyera striata Rchb.f., 1845
- Goodyera sumbawana Ormerod, 2005
- Goodyera taitensis Blume, 1858
- Goodyera tesselata Lodd., 1824
- Goodyera thailandica Seidenf., 1969
- Goodyera turialbae Schltr., 1923
- Goodyera velutina Maxim. ex Regel, 1867
- Goodyera venusta Schltr., 1911
- Goodyera viridiflora (Blume) Blume, 1858
- Goodyera vitiensis (L.O.Williams) Kores, 1989
- Goodyera vittata Benth. ex Hook.f., 1890
- Goodyera werneri Schltr., 1921
- Goodyera wolongensis K.Y.Lang, 1984
- Goodyera wuana Tang & F.T.Wang, 1951
- Goodyera yamiana Fukuy., 1936
- Goodyera yangmeishanensis T.P.Lin, 1977
- Goodyera yunnanensis Schltr., 1919
- Goodyera zacuapanensis Ormerod, 2006

### Variabilità e ibridi
La variabilità delle specie di questo genere si manifesta soprattutto nelle figure delle nervature delle foglie basali. Inoltre le specie di queste genere facilmente si ibridano fra di loro per cui questo genere risulta di difficile organizzazione tassonomica. Alcune specie sono probabilmente allotetraploidi mentre altre potrebbero essere degli ibridi triploidi.

## Usi

### Giardinaggio
L'interesse maggiore per queste piante è nel giardinaggio specialmente per le artistiche nervature presenti sulle pagine delle foglie. Usualmente i giardinieri dividono il genere in due gruppi: piante rustiche e piante da serra fredda. Le prime prediligono una terra di tipo torboso in zone ombreggiate; le seconde (più delicate) hanno bisogno di una terra più fibrosa e un ambiente più temperato e umido e temono naturalmente il freddo. 

Tra le varie specie da giardinaggio qui citiamo le seguenti:
- Goodyera tessellata Lodd.: con eleganti foglie marmorizzate.
- Goodyera colorata (Blume) Blume: a foglie colore verde-bruno con nervature rosso-brune.
- Goodyera hispida Lindl: una specie dell'Himalaya a foglie verdi con nervature rosa-rosse.